# Église Saint-Maxime d'Antony
L'église Saint-Maxime d'Antony est une église catholique située à Antony, commune française de la région Île-de-France.

## Historique
Une première église fut construite à cet endroit par le chanoine Sauvanaud, curé de Saint-Saturnin. Il acquit le terrain ainsi qu'une église en bois qui avait temporairement servi avant la construction de l'église Sainte-Jeanne-d'Arc de Versailles. Le nouveau bâtiment en bois fut consacré le 25 décembre 1927 mais, quoique remplissant son office, il rencontra rapidement ses limites en termes de confort et d'isolation thermique. C'est l'abbé Albert Le Dréan qui parvint à concrétiser la réalisation d'un nouvel édifice,,.

## Description
Le bâtiment est en béton recouvert de crépi blanc. L'entrée est ornée d'une croix celtique installée en 1982 par M. Blaise, tailleur de pierre à Kervinis, et d'une statue de saint Maxime, œuvre de Maxime Real del Sarte, et provenant de l'ancien édifice. Les vitraux ont été réalisés par Henri Guérin, le Christ de bronze par Oleg Bourov et le Chemin de croix par Paul Corriger. L'orgue a été installé par Bernard Dargassies.